# María Isabel Garvía Serrano
María Isabel Garvía Serrano (Barcelona, 8 d'agost de 1959) és una compositora i professora de música catalana.
Va estudiar piano i composició al Escola Superior de Música de Catalunya, on posteriorment va donar classes com a professora d'harmonia, contrapunt i fuga. És col·laboradora en el Centre d'Ensenyament Musical de Barcelona, i ha rebut premis i mencions per la seva carrera acadèmica, destacant la menció honorífica en el Premi de Composició Isaac Albéniz de la Generalitat de Catalunya.
Ha escrit diverses obres per a piano, com Simetries, op. 5 (1980), Glossari d'un poeta (1981), sobre un poema de Joan Salvat Papasseit, Tryptich (1982), i Collage, op. 17 (1982). Totes elles estan editades per l'Editorial Clivis i estrenades per la mateixa compositora. Per a cor mixt, va compondre Cançó de la tempestat (1982) sobre un text de Josep Maria de Sagarra, i per a grup de cambra Tres moviments (1984), que estrenà el Grup Instrumental dirigit per Ernest Martínez Izquierdo el 1985. Després d'un parèntesi creatiu, l'any 1988 compongué dos peces breus per a flauta i piano, titulades Dues escenes i Scacs, que es van estrenar a Barcelona l'any següent i que, com les anteriors, foren editades per Clivis.